# Merì
Merì (Li Mirìi in siciliano) è un comune italiano di 2 336 abitanti della città metropolitana di Messina in Sicilia.
Situata al margine sud-orientale della piana di Milazzo, dista circa 35 km da Messina e circa 200 km da Palermo, capoluogo di regione.

## Geografia fisica

### Clima
- Classificazione climatica: zona B, 736 GG[5].

Alcune aree del comune di Merì presentano caratteristiche di continentalità. D'estate le temperature massime raggiungono valori più alti rispetto alle zone circostanti, a causa del riscaldamento della Piana di Milazzo. Durante l'inverno, specie nei dintorni di Camicia, le temperature minime scendono su valori nettamente inferiori alla norma a causa della presenza dell'inversione termica. Perché si formi è necessaria la presenza di cielo sereno e venti molto deboli. Durante alcune notti di gennaio e febbraio sono stati registrati valori vicini allo 0 e mediamente di 4 °C più bassi rispetto ai territori circostanti .

## Storia

### Simboli
Lo stemma del comune di Merì è così blasonato:
(R.D. del 27 gennaio 1938)
Il comune utilizza uno stemma in cui è presente ciò che resta del capo del Littorio, ornamento obbligatorio al momento della concessione ufficiale, privato del fascio e cambiato da porpora ad argento.
Il gonfalone è un drappo di azzurro.

## Monumenti e luoghi d'interesse

### Architetture religiose
- Chiesa di Maria Santissima Annunziata, eretta a partire dal 1596.
- Chiesa di San Giuseppe, nell'omonima contrada.
- Chiesa di Gesù e Maria, di cui rimangono solamente ruderi.
- Chiesa di Santa Maria dell'Itria, non più esistente dal 1955.

### Architetture civili
- Palazzo Morra-Garibaldi, detto anche De Gaetani; con decreto ministeriale del 10 luglio 1953 è stato dichiarato monumento nazionale. Ospitò Giuseppe Garibaldi alla vigilia della battaglia di Milazzo[7].
- Palazzo baronale, ultimato entro il 1596[8]; sorgeva nella parte alta del centro abitato. Nel corso dei secoli ha perso la sua fisionomia originaria trasformandosi sempre più in un agglomerato di case[9]; di esso rimane solamente una torre a pianta quadrata.

### Altro
- Monumento in memoria del maggiore Filippo Migliavacca[10]
- Monumento al barone Visconte Rizzo[10]

## Società

### Evoluzione demografica
Abitanti censiti

### Etnie e minoranze straniere
Al 31 dicembre 2013 sono residenti a Μerì 163 stranieri, pari al 6,72% della popolazione.

### Lingue e dialetti
Oltre alla lingua ufficiale italiana, a Merì si parla la lingua siciliana nella sua variante messinese. La ricchezza di influenze del siciliano, appartenente alla famiglia delle lingue romanze e classificato nel gruppo meridionale estremo, deriva dalla posizione geografica dell'isola, la cui centralità nel mar Mediterraneo ne ha fatto terra di conquista di numerosi popoli gravitanti nell'area mediterranea.
Nel Vocabolario siciliano di Giorgio Piccitto la parlata di Merì è indicata con la sigla ME53, afferente al gruppo dei dialetti messinesi orientali del versante tirrenico.

### Religione
L'unica parrocchia cittadina, Santa Maria Annunziata, è amministrata dal vicariato di Barcellona Pozzo di Gotto "San Sebastiano" dell'arcidiocesi di Messina-Lipari-Santa Lucia del Mela.

## Cultura

### Istruzione

#### Biblioteche
Biblioteca comunale "Pasquale Greco", sita in piazza XXIV Maggio.

#### Scuole
A Merì il servizio scolastico è garantito dalla presenza della scuola d'infanzia "Maria Greco Carollo", di una scuola primaria e di una scuola secondaria di primo grado.

#### Musei
Nel marzo 2012 è stato inaugurato in contrada San Giuseppe il parco sub-urbano, il museo d'arte e l'antiquarium di Merì. Quest'ultimo, ospitato in un antico edificio rurale restaurato, è diviso in quattro sale e ospita reperti archeologici risalenti all'età romana e bizantina venuti alla luce durante gli scavi per la realizzazione del parco stesso.

## Economia

### Agricoltura
Il territorio comunale di Merì ricade nella zona di produzione del vino DOC Mamertino.

## Infrastrutture e trasporti

### Strade
Il territorio comunale è attraversato dalla strada statale 113 "Settentrionale Sicula" e dalla strada provinciale 73 "Femminamorta".

## Amministrazione
Di seguito è presentata una tabella relativa alle amministrazioni che si sono succedute in questo comune.
| Periodo          | Periodo          | Primo cittadino  | Partito                     | Carica  | Note   |
| ---------------- | ---------------- | ---------------- | --------------------------- | ------- | ------ |
| 23 giugno 1989   | 18 gennaio 1992  | Vittorio Rundo   | Democrazia Cristiana        | Sindaco | [ 18 ] |
| 18 gennaio 1992  | 22 novembre 1993 | Carmelo De Paola | Democrazia Cristiana        | Sindaco | [ 18 ] |
| 22 novembre 1993 | 1º dicembre 1997 | Vittorio Rundo   | Partito Socialista Italiano | Sindaco | [ 18 ] |
| 1º dicembre 1997 | 28 maggio 2002   | Carmelo De Paola | lista civica                | Sindaco | [ 18 ] |
| 28 maggio 2002   | 15 maggio 2007   | Vittorio Rundo   | lista civica                | Sindaco | [ 18 ] |
| 15 maggio 2007   | 8 maggio 2012    | Felice Borghese  | lista civica                | Sindaco | [ 18 ] |
| 8 maggio 2012    | in carica        | Felice Borghese  |                             | Sindaco | [ 18 ] |

### Altre informazioni amministrative
Il comune di Merì fa parte delle seguenti organizzazioni sovracomunali: regione agraria n.9 (Colline litoranee di Milazzo).

## Curiosità
Secondo comune più piccolo della città metropolitana di Messina, Merì è anche tra i comuni meno estesi d'Italia: si classifica, infatti, al 37º posto nella classifica degli ultimi 100 comuni italiani per superficie.

## Sport

### Calcio
La principale squadra di calcio della città è l'A.S.D. Merì che milita nel girone B siciliano di Promozione.